# Gęstość prądu elektrycznego
Gęstość prądu – intuicyjnie jest to wielkość fizyczna określająca natężenie prądu elektrycznego przypadającego na jednostkę powierzchni przekroju poprzecznego przewodnika.
Gęstość prądu wyrażana jest w amperach na metr kwadratowy (A/m²). W praktyce stosuje się na ogół wygodniejsze jednostki: A/cm² i A/mm².

## W przewodniku
Gęstość prądu w przewodniku definiuje się jako stosunek natężenia prądu do pola przekroju poprzecznego przewodnika:
{\displaystyle J={\frac {I}{S}}}
gdzie:
{\displaystyle I} – natężenie prądu płynącego przez przewodnik,
{\displaystyle S} – pole przekroju poprzecznego przewodnika.
Ujęcie to ma zastosowanie w większości zagadnień z dziedziny elektrotechniki i elektroniki, rozważanych w odniesieniu do obwodów elektrycznych, gdyż opisuje przepływ prądu jako wielkość uśrednioną.
Opis taki wystarcza, gdy prąd płynie względnie długim i cienkim przewodnikiem o stałym przekroju (np. drut lub ścieżka obwodu drukowanego), a przy tym częstotliwość zmian prądu nie jest zbyt duża. W przypadku prądu płynącego przez obszary o szerokości porównywalnej bądź większej od długości, charakter przepływu w różnych przekrojach może się zmieniać, więc wartość uśredniona traci sens. Również przy bardzo wysokich częstotliwościach wartość uśredniona przestaje poprawnie opisywać przepływ, gdyż nie obejmuje zjawiska naskórkowości. W takich przypadkach stosuje się opis mikroskopowy.

## W ośrodkach ciągłych
W ośrodkach ciągłych, gęstość prądu jest wektorem zdefiniowanym w każdym punkcie przestrzeni w taki sposób, że jego kierunek i zwrot wskazują kierunek przepływu ładunku w danym punkcie, zaś wartość wyraża stosunek natężenia prądu do znikomo małego elementu powierzchni prostopadłej do tego wektora (przekroju prostopadłego do przepływu prądu w danym punkcie i chwili).
Dla ośrodków ciągłych prawo Ohma opisuje związek gęstości prądu z natężeniem pola elektrycznego wzorem:
{\displaystyle {\vec {j}}={\hat {\sigma }}{\vec {E}},}
gdzie:
{\displaystyle {\vec {j}}} – wektor gęstości prądu,
{\displaystyle {\hat {\sigma }}} – tensor przewodnictwa elektrycznego,
{\displaystyle {\vec {E}}} – wektor natężenia pola elektrycznego.
Definicja ta ma zastosowanie w opisie przepływu prądu niejednorodnego w przestrzeni, np.: w fizyce plazmy, cieczy przewodzących prąd, w cienkich warstwach elektronicznych elementów półprzewodnikowych (tranzystory, tyrystory i in., również w elementach układów scalonych) oraz w zjawiskach przejściowych szybko zmiennych w czasie, np. podczas włączania i wyłączania przepływu prądu w takich elementach.

## Związki z ładunkiem
Całka powierzchniowa gęstości prądu po dowolnej powierzchni {\displaystyle S} wyraża sumaryczne natężenie prądu {\displaystyle I_{S}} płynącego przez tę powierzchnię:
{\displaystyle \int \limits _{S}{\vec {j}}\cdot d{\vec {s}}=I_{S},}
gdzie:
{\displaystyle d{\vec {s}}} – wektor powierzchni znikomo małego elementu powierzchni {\displaystyle dS,}
{\displaystyle {\vec {j}}\cdot d{\vec {s}}} – iloczyn skalarny wektorów {\displaystyle {\vec {j}}} i {\displaystyle d{\vec {s}}.}
W przypadku powierzchni zamkniętej, ograniczającej pewną bryłę {\displaystyle V,} natężenie prądu wypływającego przez powierzchnię równe jest pochodnej sumarycznego ładunku {\displaystyle Q_{V}} zamkniętego w objętości {\displaystyle V,} wziętej z przeciwnym znakiem (wypływający prąd zmniejsza „zapas ładunku”):
{\displaystyle I_{S}=-\,{\frac {d\,Q_{V}}{dt}}}
Jest to zasada zachowania ładunku:
ładunek w danym obszarze nie może samoistnie powstać ani nie może zniknąć; zmiana ładunku wynika wyłącznie z jego przemieszczania, to jest prądu elektrycznego, wypływającego lub wpływającego do obszaru,
którą można odczytać również jako definicję natężenia prądu (z wyraźnym uwzględnieniem kierunku przepływu prądu).
Zachodzi zatem:
{\displaystyle \oint \limits _{S}{\vec {j}}\cdot d{\vec {s}}=-{\frac {d\,Q_{V}}{dt}},}
gdzie:
{\displaystyle d{\vec {s}}} – wektor skierowany na zewnątrz powierzchni {\displaystyle S.}
Równanie to można stronami podzielić przez objętość {\displaystyle V} i „ściągając” powierzchnię {\displaystyle S} do punktu przeprowadzić równanie do granicy z {\displaystyle V\to 0.} Otrzymuje się wówczas częściej spotykaną postać różniczkową, czyli tzw. równanie ciągłości, zgodnie z którym rozbieżność (dywergencja) wektora gęstości prądu jest równa pochodnej gęstości ładunku wziętej z przeciwnym znakiem:
{\displaystyle \nabla \cdot {\vec {j}}=-{\frac {\partial \rho }{\partial t}},}
gdzie:
{\displaystyle \rho } – gęstość ładunku.